# Дельта-C
«Дельта-C» — американская ракета-носитель лёгкого класса, семейства Дельта.

## История пусков
| 1 | 27 ноября 1963 года | 387/D-21 | Эксплорер-18 | 1963-046A |  |  | Канаверал LC-17B | Успех |